# Robert Henry Dicke
Robert Henry Dicke (San Luis, Misuri, 6 de mayo de 1916-Princeton, Nueva Jersey, 4 de marzo de 1997) fue un físico experimental estadounidense, que hizo importantes contribuciones en astrofísica, física atómica, cosmología y gravitación.
Dicke terminó su licenciatura en la Universidad de Princeton en 1939 y su doctorado en la Universidad de Rochester en física nuclear en 1941.
Durante la Segunda Guerra Mundial trabajó en el laboratorio de radiación del Instituto Tecnológico de Massachusetts, donde se implicó en el desarrollo del radar y diseñó el radiómetro de Dicke, un receptor de microondas. Lo usó para determinar un límite en la temperatura de la radiación de fondo cósmica, desde el tejado del laboratorio de investigación, de menos de 20 Kelvin.
En 1961 desarrolló, junto con Carl Brans, la teoría de Brans-Dicke, una variante de la relatividad general de Einstein que postulaba una variación de la constante de gravitación universal en función del tiempo. La teoría fue refutada a finales de la década de 1970, pues las observaciones no concordaban con las predicciones de la teoría.